# Episodi di Coppia di re (seconda stagione)
La seconda stagione della serie televisiva Coppia di re viene trasmessa sul canale statunitense Disney XD dal 13 giugno 2011.
In Italia ha debuttato il 5 dicembre 2011 e termina il 9 dicembre 2012
| nº    | Titolo originale                   | Titolo italiano                    | Prima TV USA      | Prima TV Italia  |
| ----- | ---------------------------------- | ---------------------------------- | ----------------- | ---------------- |
| 1-2   | Kings of Legend                    | I re della leggenda                | 13-20 giugno 2011 | 5 dicembre 2011  |
| 3     | Good King Hunting                  | Il biglietto della discordia       | 27 giugno 2011    | 12 dicembre 2011 |
| 4     | Dinner for Squonks                 | A cena con gli Squonk              | 11 luglio 2011    | 9 gennaio 2012   |
| 5     | Kings of Thieves                   | I re dei ladri                     | 18 luglio 2011    | 16 gennaio 2012  |
| 6     | An Ice Girl for Boomer             | Una ragazza di ghiaccio per Boomer | 25 luglio 2011    | 23 gennaio 2012  |
| 7     | Pair of Geniuses                   | Coppia di geni                     | 1º agosto 2011    | 30 gennaio 2012  |
| 8     | How I Met Your Brother             | Come ho conosciuto tuo fratello    | 8 agosto 2011     | 20 febbraio 2012 |
| 9     | The One About Mikayla's Friends    | Un'amica del cuore per Mikayla     | 22 agosto 2011    | 19 marzo 2012    |
| 10    | Do Over                            | L'orologio malefico                | 26 settembre 2011 | 27 febbraio 2012 |
| 11    | Big Mama Waka                      | Mama Waka                          | 3 ottobre 2011    | 6 febbraio 2012  |
| 12    | Sleepless in the Castle            | Notti insonni al palazzo           | 17 ottobre 2011   | 12 marzo 2012    |
| 13    | Pair of Clubs                      | Coppia di locali                   | 24 ottobre 2011   | 13 febbraio 2012 |
| 14    | The Cheat Life of Brady and Boomer | Sfida reale                        | 21 novembre 2011  | 26 marzo 2012    |
| 15    | The Ex Factor                      | Il ritorno di Lucas                | 28 novembre 2011  | 16 aprile 2012   |
| 16    | Pair of Santas                     | Coppia di Babbo Natale             | 5 dicembre 2011   | 19 dicembre 2011 |
| 17    | No Rhyme or Treason                | La gara di poesia                  | 23 gennaio 2012   | 30 aprile 2012   |
| 18    | Mr. Boogey Shoes                   | Le scarpe di Babau                 | 30 gennaio 2012   | 21 maggio 2012   |
| 19    | The Young and the Restless         | La fonte della giovinezza          | 6 febbraio 2012   | 23 aprile 2012   |
| 20    | Let the Clips Show                 |                                    | 13 febbraio 2012  | non trasmesso    |
| 21    | Crouching Brady, Hidden Boomer     | Brady la tigre e Boomer il dragone | 19 marzo 2012     | 2 aprile 2012    |
| 22    | Beach Party Maggot Massacre        | Festa in spiaggia con il verme     | 26 marzo 2012     | 31 ottobre 2012  |
| 23    | Make Dirt, Not War                 | Tribù contro tribù                 | 2 aprile 2012     | 14 maggio 2012   |
| 24    | Cooks Can Be Deceiving             | Cuochi per forza                   | 9 aprile 2012     | 5 marzo 2012     |
| 25-26 | The Evil King                      | Il re malvagio                     | 16 aprile 2012    | 9 dicembre 2012  |